# مات سيم
مات سيم (بالإنجليزية: Matt Sim)‏ (18 أبريل 1988 في أستراليا - ) هو لاعب كرة قدم أسترالي في مركز الدفاع. لعب مع Manly United FC ‏ وSutherland Sharks FC ‏.

## وصلات خارجية
- مات سيم على موقع قاعدة بيانات كرة القدم.إي يو (الإنجليزية)
- مات سيم على موقع عالم كرة القدم.نت (الإنجليزية)